# Лисино (Рыбинский район)
В Ярославской области есть ещё одна деревня Лисино, в Любимском районе.
Лисино — деревня в Погорельском сельском округе Глебовского сельского поселения Рыбинского района Ярославской области.
Деревня расположена к юго-востоку от центра сельского округа, села Погорелка. Здесь, среди в целом лесной местности существует относительно большое поле, на котором расположились небольшие деревни. Просёлочная дорога из Погорелки в юго-восточном направлении через Дуброво идёт на деревню Барбино, далее на Угольницу и Терентьевскую. Деревня Лисино — крайняя к юго-востоку на этом поле. Она стоит к востоку Барбино, дорога от Барбино к Лисино идёт через Заречье. Лисино стоит на левом берегу реки Белая Юга, которая до заполнения водохранилища была левым притоком реки Юга .
Деревня Лисина указана на плане Генерального межевания Рыбинского уезда 1792 года.
На 1 января 2007 года в деревне числилось 2 постоянных жителя . Почтовое отделение, расположенное в центре сельского округа, селе Погорелка, обслуживает в деревне Лисино 1 дом .